# 804

## Догађаји
- Википедија:Непознат датум — Владавина династије Абасида у Багдаду.

- Битка код Краса: Цар Нићифор I одбија да плати данак који је наметнуо калиф Харун ал-Рашид из Абасидског калифата. Муслиманско-арапске експедиционе снаге упадају у Малу Азију. Током изненадног напада, Нићифор I је претрпео велики пораз против Сарацена код Краса у Фригији. Према арапским изворима, Византинци су изгубили 40.700 људи и 4.000 товарних животиња, док је сам Нићифор I скоро погинуо, али је спашен храброшћу његових официра.
- Абасидски калиф Харун ал-Рашид жени се Абасом, ћерком абасидског принца и званичника Сулејмана.
- Лето – Цар Карло Велики завршава освајање Саксоније. Обнавља се каролиншка управа на северу и поново успоставља бременска бискупија.
- Венеција, растрзана сукобима, одваја се од Цариграда и окреће се краљу Пипину II од Италије, сина Карла Великог.
- Обелерио дељи Антенори постаје девети дужд Венеције, након што је његов претходник Ђовани Галбајо побегао у Мантову, где је убијен.
- Гимназију Царолинум у Оснабрику је основао Карло Велики (најстарија школа у Немачкој).
- Натпис Сукабуми са источне Јаве означава почетак јаванског језика.
- Лудгер, фризијски мисионар, постаје први бискуп Минстера и тамо подиже манастир.

## Рођења
- Википедија:Непознат датум — Лудвиг I Немачки , краљ Источне Франачке (Немачке) (†876.)